# Mackensen (Wörterbuch)
Der Mackensen ist ein deutsches Wörterbuch von Lutz Mackensen. Es enthält Informationen zu Rechtschreibung, Grammatik, Stil, Worterklärungen, Abkürzungen, Aussprache und Geschichte des deutschen Wortschatzes.
Die erste Auflage erschien 1954 in Zusammenarbeit mit der Gesellschaft für deutsche Sprache, die letzte (13.) zu Lebzeiten des Autors 1986. Sein Erscheinen soll die Kultusministerkonferenz zum Beschluss veranlasst haben, den Duden als maßgeblich in den Fällen zu betrachten, die von der Zweiten Orthographischen Konferenz von 1901 nicht geregelt wurden.
Im Jahr 2002 erschien eine stark gekürzte Sonderausgabe im Gondrom-Verlag, die auf eine inzwischen überarbeitete Version der reformierten deutschen Rechtschreibung umgestellt wurde.
Die 2006 erschienene Ausgabe folgte der 13. Auflage von 1986 und war damit eines der wenigen neuen Wörterbücher, die weiterhin die bis 1996 übliche Rechtschreibung darstellten und verwendeten. Diese Ausgabe enthielt rund 300.000 Stichwörter und Redewendungen.
Die neue Ausgabe aus dem Jahre 2008 ist ebenfalls in der unreformierten Rechtschreibung verfasst.
Eine Eigenart dieses Wörterbuches besteht darin, dass in Bezug auf die Grammatik deutsche Termini (auch in Abkürzungen) verwendet werden, die zumindest in vielen weiterführenden Schulen und höheren akademischen Einrichtungen nicht mehr benutzt werden, da sich hier die lateinischen Begriffe als Standard durchgesetzt haben.
Des Weiteren gibt es ein etymologisches Wörterbuch von Mackensen mit dem Titel Ursprung der Wörter. Mit der Ausgabe von 2013 ist dieses erstmals in reformierter Rechtschreibung erschienen.